# تيرينو ادرياتيكو 2012
تيرينو ادرياتيكو 2012 (بالإنجليزية: 2012_Tirreno–Adriatico)‏ هو سباق دراجات هوائية أقيم بتاريخ 7–13 مارس، تكون السباق من 7 مراحل وامتدّ لمسافة 1062.2 كم بسرعة 35.835 كم/س، استغرق السباق 29 ساعة 38 دقيقة 08 ثانية. فاز به الإيطالي فينتشينزو نيبالي وحلّ ثانيا كريس هورنر بينما حصل على المركز الثالث رومان كريوزيجير.

## الترتيب
| م                     | الدرّاج           | البلد            | الزمن                     |
| --------------------- | ---------------- | ---------------- | ------------------------- |
| الفائز بالترتيب العام | فينتشينزو نيبالي | إيطاليا          | 29 ساعة 38 دقيقة 08 ثانية |
| الثاني                | كريس هورنر       | الولايات المتحدة |                           |
| الثالث                | رومان كريوزيجير  | التشيك           |                           |
| حسب النقاط            | فينتشينزو نيبالي | إيطاليا          | -                         |